# 二見中央臨時乘降場

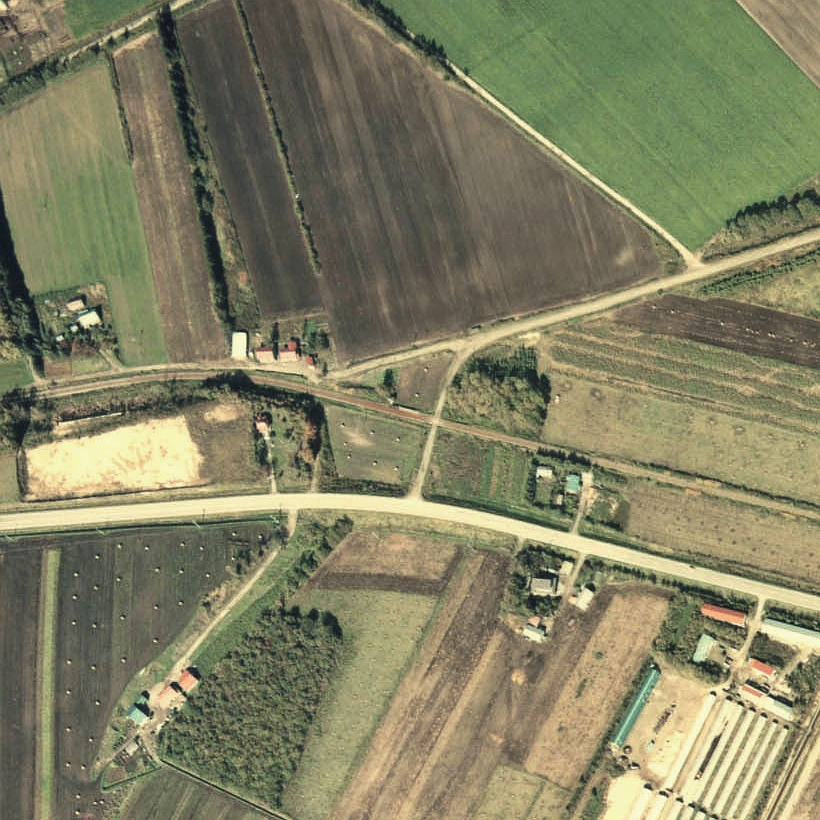
1977年的二見中央臨時乘降場與方圓約500米範圍。右邊是網走方向。臨時乘降場位於能取湖畔東南方的農作地帶。後年於月台旁設置了候車室，圖中未建設候車室。

二見中央臨時乘降場（日语：／ Futami-Chūō karijōkō-ba */?）是位於北海道網走市字二見岡，日本國有鐵道（國鐵）的湧網線臨時乘降場（廢站）。隨著湧網線廢線，臨時乘降場在1987年（昭和62年）3月20日廢除。
部分普通列車通過此站，截至1986年（昭和61年）3月3日時間表修正，下行1班和上行1班列車通過此站。

## 歷史
- 1956年（昭和31年）5月1日 - 日本國有鐵道湧網線二見中央臨時乘降場（局（日语：鉄道管理局）設定）啟用[1]。
- 1987年（昭和62年）3月20日 - 湧網線全線廢除，此站也廢除[1]。

## 車站構造
截至車站廢除前，車站是一座地面車站，設有1面1線的單式月台。月台位於路軌北邊（網走方向的列車會開啟左邊車門）。此站沒有轉轍器。
在廢除前，此站為臨時乘降場，因此為無人車站。月台靠近網走一方設有斜道。

## 站名的由來
車站名稱取自當地地名「二見岡」的「中央」。

## 車站周邊
- 國道238號（日语：国道238号）（鄂霍次克國道）[5]
- 北海道道76號網走公園線（日语：北海道道76号網走公園線）
- 北海道道1087號網走常呂單車徑線（日语：北海道道1087号網走常呂自転車道線） - 使用湧網線廢線遺址用作單車行人專用道路（日语：自転車歩行者専用道路）。
- 二見岡神社
- 能取湖[5]。
- 網走巴士（日语：網走バス）「二見中央」巴士站

## 現況
截至2011年（平成23年），站內沒有鐵路相關痕蹟。
車站遺址附近的路軌遺址建設了單車行人專用道路，道路名稱為北海道道1087號網走常呂單車徑線。

## 相鄰車站
日本國有鐵道
湧網線 
卯原內－二見中央臨時乘降場－二見岡

## 注腳
1. 1 2 3 4  石野哲（編）. . JTB. 1998: 916. ISBN 978-4-533-02980-6 （日语）.
2. ↑  太田幸夫. . 富士Comtem. 2004-2: 216. ISBN 978-4893915498 （日语）.
3. 1 2  工藤裕之. . 北海道新聞社. 2011-12: 152. ISBN 978-4894536197 （日语）.
4. ↑  太田幸夫. . 富士Comtem. 2004-2: 170. ISBN 978-4893915498 （日语）.
5. 1 2  . 地勢堂. 1980-3: 46 （日语）.
6. 1 2  本久公洋. . 北海道新聞社. 2011-9: 107. ISBN 978-4894536128 （日语）.